# Cristi Minculescu
Cristian Alexandru Minculescu (născut pe 9 ianuarie 1959, Pitești), mai cunoscut sub numele de Cristi Minculescu, este un solist vocal și compozitor român de muzică rock. Este cunoscut în special pentru activitatea sa de peste 40 de ani ca vocalist al trupei Iris. După ce, în 2017, formula clasică Iris s-a rupt în două aripi, continuă să cânte cu Iris Cristi Minculescu, Valter & Boro. A mai făcut parte din formațiile: Harap-Alb (trupa sa de debut), Voltaj (formație pe care a înființat-o în septembrie 1982, împreună cu Adrian Ilie), Trupa Totuși (de la 1 ianuarie 1984 până la 3 februarie 1985) și Lotus (înființată la Regensburg, în Germania, cu muzicieni de alte naționalități).
Vocea sa confundabilă cu formatia Iris, un vocalist care a strălucit pe scena rock-ului românesc, cu un numǎr impresionant de concerte în palmares, compozițiile și maniera proprie de interpretare, dar și activitatea de peste patru decenii, l-au făcut unul dintre principalii candidați la titlul de „legendă” a rock-ului românesc.

## Activitate muzicală
Cristian Minculescu, alături de formația Iris, al cărei solist este de peste 40 de ani, reprezintă simbolul rezistenței culturale pentru generații întregi de ascultători și iubitori de muzică rock în perioada comunismului, și, de asemenea, unul dintre puținii artiști care au făcut legătura între acele generații și cele actuale, el activând cu mare succes și după 1990, până în prezent. Solistul crede că a moștenit vocea de la mama sa: „Mama era în cor la Mănăstirea Bistrița, de lângă Râmnicu Vâlcea. Mai mult ca sigur că de la ea am moștenit.” Minculescu își începe activitatea de solist vocal în jurul vârstei de 20 de ani, atunci când debutează pe scena rock bucureșteană cu formația Harap-Alb.

### Cu Harap-Alb
Grupul de hard rock Harap-Alb s-a înființat în anul 1977, în formulă de trio, și a existat în diferite componențe până în 1982. Printre cei trecuți prin grup sunt fondatorul Gabriel Nacu, Doru Borobeică (ulterior component al trupei Iris), Cristi „Porta” Marinescu, Nicky Dinescu, Anton Hașiaș, Horațiu Rad, Doru „M.S.” Istudor. Acesta din urmă, liderul grupului începând cu 1982, după o perioadă petrecută prin Anglia, reînființează formația în ianuarie 1998.
După câteva audiții cu diferiți vocaliști, în 1978 este cooptat în Harap-Alb Cristi Minculescu, proba de admitere fiind reprezentată de interpretarea a trei piese: Deep Purple – „Black Night”, Led Zeppelin – „Communication Breakdown” și Free – „All Right Now”. Cu Minculescu la voce, trupa imprimă două piese la Radio București – „Nu încerca” și „Lasă-ți lumea” – ambele compoziții ale lui Gabi Nacu, a doua pe versuri de Mihai Eminescu. Piesele, difuzate de Ioan Barta în cadrul emisiunii Meloritm, sunt bine primite de public. Gabi Nacu ține minte că Minculescu a fost nevoit să improvizeze unele versuri, pentru că cei de la Radio nu acceptau cuvinte pe care le considerau sumbre. În prezent, aceste două cântece au valoare de document, fiind cele mai vechi înregistrări existente cu Cristi Minculescu. Minculescu a făcut parte din Harap-Alb până la finalul anului 1979. În ianuarie 1980 este prezentat celor de la Iris de către basistul Anton Hașiaș, colegul său de la Harap-Alb.

### Cu Iris
Cristi Minculescu este cooptat în trupa Iris pe 9 ianuarie 1980, în ziua în care împlinea 21 de ani, susținând o probă cu aceleași trei piese cu care a fost admis în Harap-Alb. Examinatori au fost chitaristul Ion (Nuțu) Olteanu și bateristul Ioan (Nelu) Dumitrescu, cei doi membri fondatori Iris rămași în trupă la momentul respectiv. Cristi a reușit să-i cucerească imediat cu vocea sa inconfundabilă. Nuțu Olteanu rememorează momentul: „Îl știam pe Anton Hașiaș de la Harap-Alb – repetau în aceeași clădire cu noi – și când s-a ivit postul de basist, am vorbit: «Anton, nu vrei să vii basist?» (...) Și cu el, un prieten – Cristi – care stătea foarte retras și tăcut într-un loc, nu a zis nimic până am ajuns acolo și când am început noi să cântăm, Anton a zis: «Dar știi, Cristi cântă foarte frumos cu vocea. Nu ai vrea să îl asculți?» «Ba da! Cum să nu?» «Ce îți place să cânți?», am întrebat. Și a zis: Led Zeppelin. (...) «Communication Breakdown» Era pe felie, cu riful ăla de chitară. Când a început Cristi să cânte... prima impresie a fost: tipul ăsta o să ajungă cel mai mare solist vocal din România. Eu n-am avut nici un dubiu. Și asta era după primele 30 de secunde.”
Primul concert al lui Minculescu împreună cu Iris are loc pe 5 februarie 1980, la Casa de cultură „Mihai Eminescu”, lângă Piața Galați, în București. Artistul își amintește: „A fost de balamuc, moșule! N-au vrut ăia să mă primească la intrare. Eu le ziceam: «Sunt solistul de la Iris, am cântare!» Ăia, nimic: «Pleacă, mă, că îi știm noi pe băieții de la Iris.» I-am «rezolvat» până la urmă cu o sticlă de vodcă. Asta e, am dat șpagă la primul meu concert.”

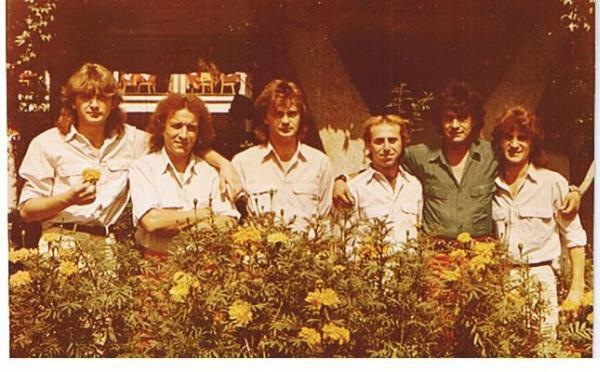
Cristi Minculescu, cu formația Iris, 1987

În scurt timp, în Iris apare chitaristul Adrian Ilie, fost membru Ficus și Marfar, muzician cu veleități componistice. Acesta scrie primele piese special pentru vocea lui Minculescu: „Pământul îl cuprind”, „Călătorul”, „Valuri”, „Speranța”, „Fug cu timpul”, „Cine mă strigă în noapte?” – toate înregistrate în studioul Radio București, spre sfârșitul anului 1981. Tot acum, revista Săptămâna, care avea unul dintre cele mai apreciate topuri muzicale din presa comunistă, îl desemnează pe Cristi Minculescu drept cel mai bun solist din 1981.
După ce Anton Hașiaș este înlocuit cu Mihai Marty Popescu (chitară bas), se cristalizează așa-numita „formulă de aur Iris” – Cristi Minculescu, Adrian Ilie, Nuțu Olteanu, Marty Popescu și Nelu Dumitrescu. Însă aceasta nu durează mult, deoarece în toamna lui 1982, primii doi formează un alt grup: Voltaj. Minculescu revine la Iris în vara lui 1983, de data aceasta fără Adrian Ilie (înlocuit de Florin Ochescu). În noiembrie–decembrie înregistrează în studiourile Tomis primul album Iris, considerat de unii critici și ascultători drept cel mai bun produs al formației și primul album de heavy metal din România. Conține piese devenite clasice în timp, unele din ele cântate și astăzi în concertele formației: „Trenul fără naș”, „Pe ape”, „La popas”, „Doar pentru voi”, „Cei ce vor fi”, „Iris”, „Noaptea”, „Spre ziuă”. Albumul poate fi considerat o lucrare „disidentă” întrucât „Trenul fără naș” are un text scris de Adrian Păunescu, iar la „Cei ce vor fi” (compusă de Florin Ochescu încă din perioada în care acesta cânta în trupa Monolit) semnatarul versurilor este poetul Mircea Dinescu, el însuși considerat la vremea respectivă disident. Discul apare pe piață în 1984 (la unica casă de discuri din țară – Electrecord), într-o perioadă în care Minculescu cânta deja cu Trupa Totuși în cadrul Cenaclului Flacăra.
În februarie 1985, revine la Iris, iar în februarie 1986, formula trupei se stabilizează prin venirea lui Valter Popa și Mihai Alexandru. Timp de 27 de ani, Minculescu întreprinde cu Iris sute de turnee și își pune o amprentă de neșterș asupra formației. Salutul „Bună seara, prieteni!”, ajuns o emblemă personală, a devenit celebru, iar imaginea lui Cristi Minculescu este practic inseparabilă de cea a formației Iris. În 1992, împreună cu Minculescu, în cadrul festivalului de la Cannes, Iris ocupă locul al doilea la secțiunea rock și îi este consacrat un reportaj ce a fost difuzat pe postul MTV, fiind astfel prima formație românească ce a fost difuzată pe celebrul post. În total, Cristi Minculescu a înregistrat cu Iris peste 20 de materiale discografice, apărute pe mai multe tipuri de suport: disc de vinil, CD, casetă audio, DVD și VHS:
- Iris I (LP) — Electrecord, 1984

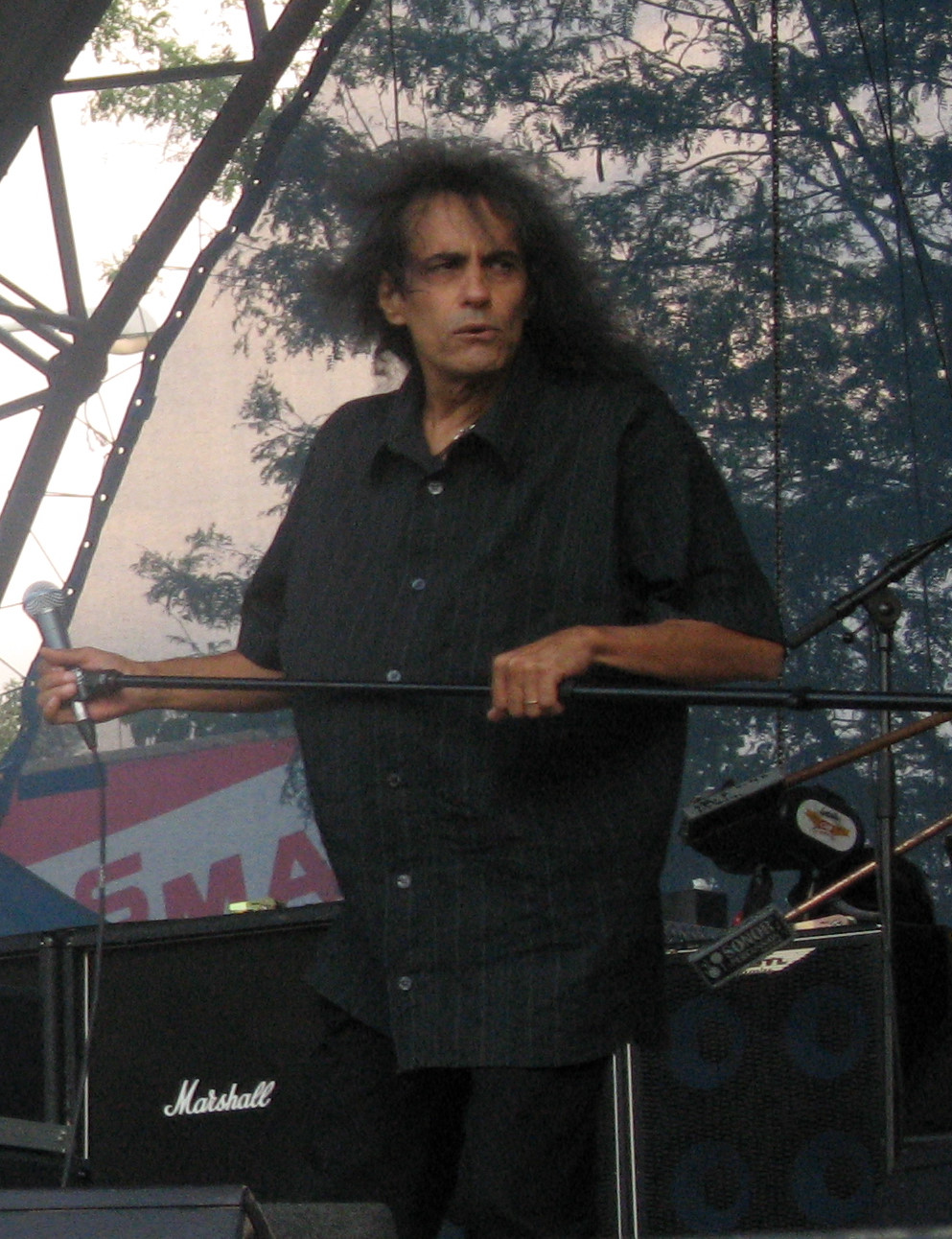
Cristi Minculescu într-un concert cu Iris

- Iris II (LP/MC) — Electrecord, 1987
- Iris III – Nu te opri! (LP/MC) — Electrecord, 1988
- Iris IV (LP/MC) — Electrecord, 1990
- Iris 1993 (LP/MC) — Electrecord, 1993
- The Best of Iris (CD) — Electrecord, 1993 (compilație)
- Lună plină (CD/MC) — Zone Records, 1996
- Iris 20 de ani (CD/MC) — Zone Records, 1997 (live)
- Mirage (CD/MC) — Zone Records, 1998
- Casino (CD/MC) — Zone Records, 1999 (maxi-single)
- Iris 2000 (CD/MC) — Zone Records, 1999
- De vei pleca... (CD/MC) — Zone Records, 2000 (maxi-single, cu Felicia Filip)
- Iris Athenaeum – Vol. I (CD/MC) — Zone Records, 2000 (live)
- Iris Athenaeum – Vol. II (CD/MC) — Zone Records, 2000 (live)
- Iris Digital Athenaeum (DVD/VHS) — Zone Records, 2001 (live)
- Da, da, eu știu! (CD/MC) — Zone Records, 2002 (maxi-single)
- Mătase albă (CD/MC) — Zone Records, 2002
- I.R.I.S. 4Motion (4xCD/4xMC) — Zone Records, 2003
- Iris Maxima (CD/MC) — Zone Records, 2005
- Cei ce vor fi – Vol. I (CD/MC) — Roton, 2007
- Cei ce vor fi – Vol. II (CD/MC) — Roton, 2007
- Iris Aeterna – Dăruind vei dobândi (DVD) — Roton, 2010 (live)
- 12 porți (CD/MC) — Roton, 2010
- O lume doar a lor – 35 de ani (CD) — Cat Music, 2012

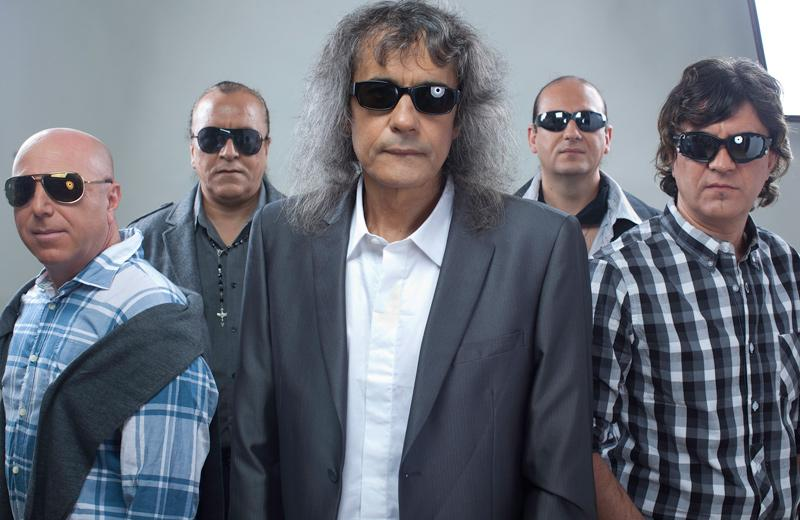
Cristi Minculescu, cu formația Iris, 2010

Iris Digital Athenaeum reprezintă primul DVD al unei formații românești și conține reprezentația de la Sala Palatului din București a turneului Athenaeum, precum și o istorie ilustrată a trupei. Discografia completă Iris este remasterizată și reeditată începând cu luna mai 2009, toate albumele trupei fiind relansate pe piață până la sfârșitul lui septembrie 2009.
În 2012, Minculescu se retrage din Iris, după un ultim concert ce se desfășoară la Castelul Bánffy de la Bonțida pe data de 2 septembrie. Colegii de trupă au declarat că această despărțire a avut loc din motive financiare, însă Minculescu a infirmat această informație și a adăugat că nu se retrage și din cariera muzicală. La scurt timp, se mută cu familia în Germania, unde înființează trupa Lotus.
Pe 22 aprilie 2015, revine la Iris, însă formația activează în continuare sub numele Cristi Minculescu & Iris.
În iulie 2017, Minculescu, împreună cu Valter Popa și Doru Borobeică, se despart de Nelu Dumitrescu, membru fondator Iris și cel care înregistrase marca Iris la OSIM. În 2020, Cristian Minculescu, Valter Popa și Doru Borobeică primesc în instanță dreptul de a folosi și ei numele de Iris. Astfel, ia naștere aripa Iris Cristi Minculescu, Valter & Boro. În această perioadă, sunt lansate o serie de piese single: „Manifest” (2017), „Învingători” (2018, apărută sub titulatura de grup Bună Seara, Prieteni!), „Unde inima mea bate” (2019, cu Pacha Man), „Amintiri” (2019), „Subteran” (2020).

### Cu Voltaj

Cristi Minculescu cu prima formulă Voltaj, 1982

Cristi Minculescu fondează trupa Voltaj în septembrie 1982, împreună cu chitaristul compozitor Adrian Ilie. Lor li se alătură, în prima formulă, Horațiu Rad la chitară bas, Nicky Dinescu la tobe și Dan Cimpoeru la chitară. Prima piesă a formației, „Nori de hârtie” (versuri de Stelian Tănase), constituie capul de afiș al primului concert, ținut la Casa de Cultură „Mihai Eminescu” din București. Următoarele apariții scenice au în repertoriu piese de succes ca „Aceasta-i întrebarea” (versuri de Adrian Păunescu), completate de hituri AC/DC. „Nori de hârtie”, imprimată în studiourile Radio, a devenit în timp una din piesele cele mai cunoscute din repertoriul lui Cristi Minculescu și primul hit din istoria formației Voltaj. „Aceasta-i întrebarea”, de asemenea imprimată în Radio, a fost cântată de Minculescu și cu Iris în cadrul Cenaclului Flacăra, existând o înregistrare live datată 1983. Ulterior, în Voltaj survin schimbări: Dan Cimpoeru de înlocuit de Gabriel Nacu, iar Horațiu Rad de Doru Borobeică. Însă trupa nu rezistă decât aproape un an, până în vara lui 1983, când Minculescu revine la Iris. În 1986, Voltaj se reînființează, într-o componență diferită. În 1994, la emisiunea muzicală Atelier Fragil (TVR), Minculescu interpretează live „Nori de hârtie”, alături de bateristul Nicky Dinescu, de asemenea membru în prima formulă Voltaj.

### Cu Trupa Totuși
După ce deja înregistrase primul album cu Iris (în noiembrie–decembrie '83 în studioul Tomis–Electrecord), la 1 ianuarie 1984 Minculescu se alătură Trupei Totuși, înființată și condusă de Andrei Păunescu și care activa în cadrul Cenaclului Flacăra. Andrei Păunescu: „La revelionul 1984, organizat de Cenaclul Flacăra la Breaza, s-a întâmplat ceea ce nu speram să trăiesc vreodată eu, fanul declarat al lui Cristi Minculescu: artistul a dorit să vină în continuare și să rămână, chiar și fără Iris, la «Flacăra», iar noi, adolescenții componenți ai Trupei Totuși, tocmai rămași fără vocalist, i-am devenit colegi, pentru un an și o lună.” În componența Cristian Minculescu (solist), Andrei Păunescu (chitară), Nicky Dinescu (tobe), Ioana Păunescu (bas), Dan Cărăbaș (chitară), Trupa Totuși înregistrează în studioul 8 al Radiodifuziunii Române și în studioul audio al Televiziunii Române cântecele „Marile iubiri”, „În grabă” și „Totuși”. Alte cântece din repertoriu: „Roboții”, „Șapte mări și șapte țări”, „Noua modă”. Toate sunt compoziții ale lui Andrei Păunescu, pe versuri scrise de tatăl său, Adrian Păunescu. La Televiziunea Română, este prezentat un singur microrecital al trupei Totuși, la începutul lunii august 1984, în componența amintită. Piesele formației sunt difuzate frecvent la postul național de radio, în emisiunea Radio Cenaclul Flacăra. Minculescu a rămas în Totuși până pe 3 februarie 1985, revenind apoi la Iris. La Cenaclul Flacăra, Minculescu a mai cântat și alături de trupa Flapo (Flacăra Pop) compusă din Alexandru „Jimmy” Zărnescu (chitară), Jerry Schwartz (bas) și Romeo Beianu (percuție).

### Cu Lotus
Formația Lotus este fondată în anul 2012, la Regensburg, în Germania, după ce, în prealabil, Cristi Minculescu a părăsit Iris-ul în luna septembrie. Componența formației îi include pe Cristi Minculescu (solist vocal), Judy Seutter (chitară), Boris Rusakov (chitară bas), Jurgen Heigl (tobe). Ulterior, se alătură Regina Hammerle (voce de fundal) și Mauro Ciccarelli (tobe). În 2013, imprimă în studio cu Lotus piesele „Kingdom of Dreams” (o baladă cu influențe celtice), „Mama Don't Allow” și „Strada ta” într-o versiune nouă. Pe 23 iulie 2014, este lansat pe piață albumul Lotus – Live at the Jazzclub Regensburg, la casa de discuri Legalize Records. CD-ul conține 16 piese interpretate live acustic de Cristi Minculescu (solist vocal, tamburină), Judy Seutter (chitară acustică, voce de fundal) și Boris Rusakov (bas, chitară acustică, clape, voce de fundal). Piesele alese sunt din repertoriile formațiilor Whitesnake, Deep Purple, Led Zeppelin, Bad Company, Free, AC/DC, The Rolling Stones, Iris etc. Activitatea trupei Lotus durează doi ani și jumătate, în aprilie 2015, Minculescu revenind la Iris.

### Cu Nuțu Olteanu Super Grup
În anul 2013, în paralel cu Lotus, Cristi Minculescu formează împreună cu chitaristul Nuțu Olteanu (fostul său coleg de la Iris din prima jumătate a anilor 1980), proiectul Cristi Minculescu & Nuțu Olteanu Super Grup. Din proiect mai fac parte Ken Sundberg (chitară bas) și Anders Diephuis (tobe, percuție). În această formulă au loc concerte și apariții TV și sunt înregistrate în studio două compoziții noi – „Vom veni (Ne-am întors)” și „Nopți de vis”, dar și „Strada ta (de vară)” – o reinterpretare în manieră reggae a cunoscutei piese Iris. În concerte, repertoriul este format atât din vechi hit-uri ale marilor formații rock internaționale, cât și din melodii consacrate Iris, în special de pe primul album („Noaptea”, „Strada ta”, „Trenul fără naș”, „Lumina zilei”, „Pe ape”, „Doar pentru voi”, „Cei ce vor fi”). Cei doi muzicieni renunță la proiect în 2015, când Minculescu revine la Iris.

### Alte colaborări
- cu Felicia Filip: „Vals” (piesă din repertoriul Iris, cântată în duet cu Felicia Filip și înregistrată pentru albumul Filipissima apărut în 2007).[31]
- cu Roșu și Negru: „Iubirea cere pace planetară” (piesă din repertoriul grupului Roșu și Negru, compusă de Liviu Tudan și reimprimată cu Minculescu la voce pentru albumul Tribut lui Liviu Tudan apărut în 2007).[32]
- cu Paula Seling: „Lumi paralele” (piesă compusă de Andrei Tudor și Paula Seling, cântată în duet cu cea din urmă și publicată în noiembrie 2012).[33]
- cu Dan Bittman: „S-aprindem torțele” (piesă produsă de Kazibo Music, cântată în duet cu solistul de la Holograf, videoclipul fiind lansat în martie 2016).[34]
- Cristi Minculescu & Band: formație proprie cu care are o serie de concerte în România, de la sfârșitul lui 2014 până în aprilie 2015. Componență: Cristi Minculescu (vocal), Rareș Totu (chitară), Cosmin Farcaș (claviaturi), Sebestyen Joo (bas), Cătălin Cioargă (tobe).[35] În această componență, are o apariție la TVR, pe 26 decembrie 2014, unde interpretează live „We Wish You Well” (Whitesnake) și „Satisfaction” (Rolling Stones).[36]

## Viață personală

### Familie

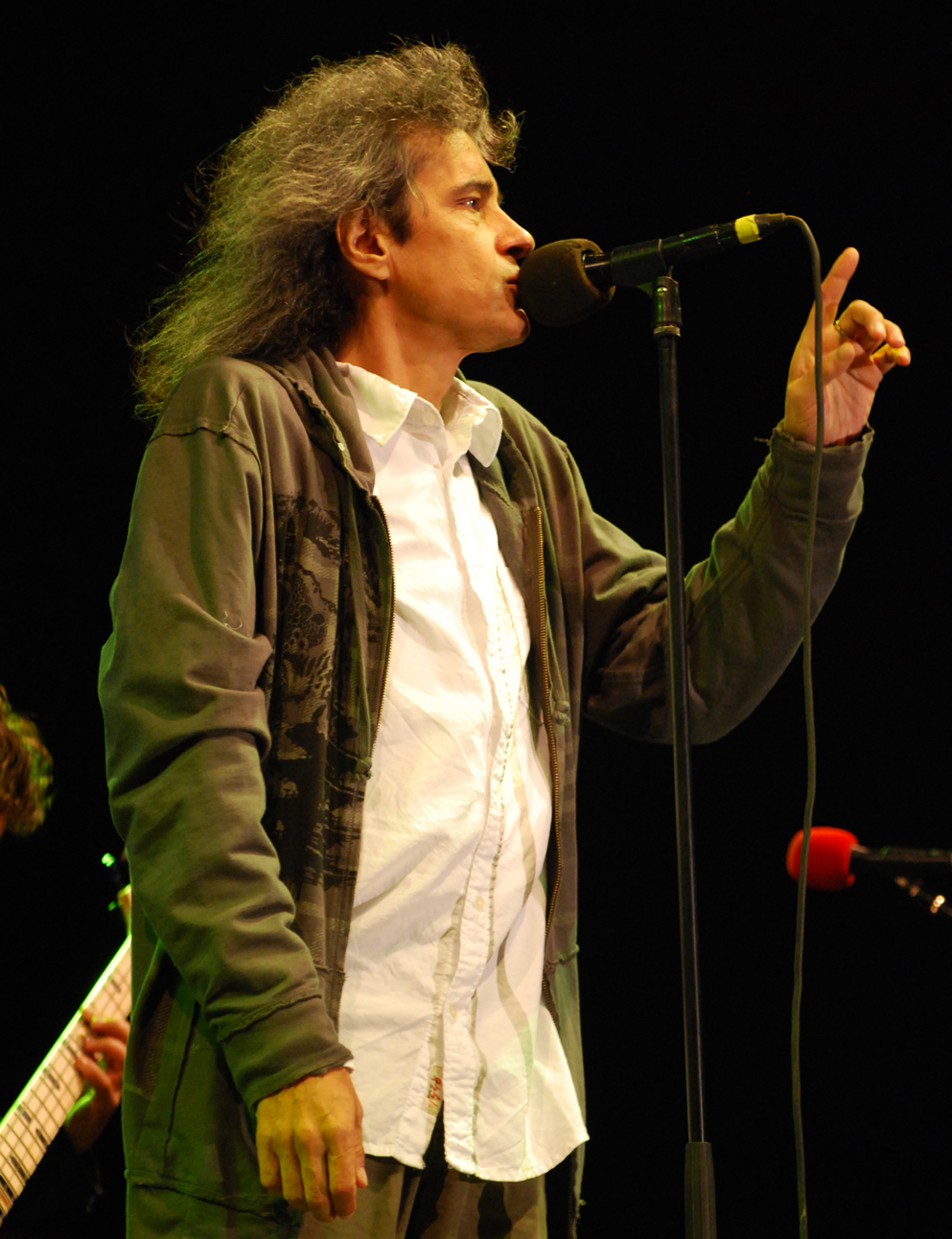
Cristi Minculescu în concert cu Iris (Festivalul Folk You!, 2 august 2009)

Tatăl lui Cristi Minculescu, născut în 1927, a murit pe 20 ianuarie 1981, la doar 54 de ani. Cristi explică de ce, după moartea tatălui, a rămas să cânte o vreme cu trupa „Totuși”, deși Iris părăsiseră Cenaclul „Flacăra”: „Eram, practic, întreținătorul familiei, pentru mama și sora mea. În Cenaclu se plătea bine, iar noi aveam nevoie de bani”.
Mama lui Cristi, născută în 1931, s-a stins în 2006. În 2007, după concertul din București al legendarilor Rolling Stones, Minculescu regreta: „Mie îmi pare rău că ai mei au murit, pentru că, dacă veneau la Rolling Stones, ar fi fost bucuria vieții lor. Tata ar fi avut 80 de ani și mama 76”.
Cristi Minculescu este căsătorit cu Rodica și au împreună doi copii, gemenii Mădălina și Florin, născuți în 1978.
Cristi o descrie pe Rodica drept „prietenul ideal“. „Mie mi-a fost clar din prima, pentru că am avut flux. Eu am flux imediat cu foarte puțină lume. Și ea e imaginea mea în oglindă. Imediat mi-am dat seama că ea e“, mai spune Minculescu despre soția sa.
„Cristi este un tată și un soț incredibil de iubitor. Când nu era în turneu sau în studioul de înregistrări era acasă, cu familia. Cred că iubirea atât de mare a Rodicăi se datorează și modului în care s-a comportat Cristi față de ea și față de copii”, spune fostul fotbalist Ilie Balaci, un prieten apropiat al familiei.
Rodica este o femeie modestă, căreia nu îi place să se vorbească despre ea. Întotdeauna a stat în umbra soțului, a știut să impună respect pentru viața lor privată. Puțini au reușit să pună întrebări despre asta, „și mai puțini să primească răspunsuri”, spune creatoarea de modă Liza Panait, pe care o leagă de familia Minculescu o prietenie veche de 15 ani.
Florin Minculescu, fiul lui Cristi, a studiat jurnalismul în România, apoi a făcut cursuri de marketing și relații publice la Universitatea Ludwig Maximilian din München și un master în marketing și comunicare în afaceri. A lucrat doi ani de zile pentru ziarul „Starnberger Merkur”. În total, a locuit în München șase ani. Acum stă în România, traduce catalogul „Quelle” și nu vrea să mai plece nicăieri, deocamdată. A avut o cafenea în București, pe care o numise „Cristi Cafe”, dar nu a mers. 
Florin spune despre tatăl său: „Eu i-am mai spus lui, este perfect”.
Sora geamănă a lui Florin, Mădălina, a studiat Dreptul în Germania, apoi a urmat cursurile Facultății de Limbi Străine a Universității din București, iar acum lucrează pentru guvernul Canadei.
Până au împlinit trei ani, gemenii Mădălina Ioana și Bogdan Florin nici nu știau de Cristi Minculescu, și nici el de ei. Gemenii sunt de fapt din prima căsătorie a Rodicăi, cu Adrian Roșu, stabilit de 10 ani în Canada..
Cristi Minculescu a depus la Tribunalul București o  cerere de adopție a celor doi copii. Solicitarea s-a făcut într-o ședință secretă, iar la termen au fost prezenți Cristi Minculescu, soția sa Rodica și cei doi gemeni, Mădălina Ioana și Bogdan Florin. Pe data de 15 iunie 2009, Tribunalul București a admis cererea lui Cristi Minculescu și a încuviințat ca acesta să-i poată adopta pe cei doi copii ai soției sale.

### Studii
Cristi Minculescu a intrat la Facultatea de Hidrotehnică din cadrul Universității Tehnice de Construcții din București și a frecventat cursurile acesteia timp de un an. „Pe vremea aia, asta era suprema satisfacție a părinților, să intri la facultate. Mie nu mi-a plăcut să fac chestii care încep cu „trebuie să“... Am intrat la Hidrotehnică la zi, la ingineri, cu medie mică, dar le-am demonstrat că pot.“
Cristi Minculescu a renunțat însă la facultate ca să cânte în trupa Iris: „Am beneficiat de un concurs de împrejurări foarte favorabil să ajung la Iris. Am venit la Iris când era prăjitura gata. Meritul lor e că patru ani au cântat numai la 50-100 de oameni. Au rezistat, asta a fost cel mai important. Și eu am încercat să o duc cât mai sus. Când m-am lăsat de facultate a fost iureș. A fost adunare acasă, cu aproape toate neamurile. Cred că erau vreo 60 de oameni, că așa e la olteni, când e eveniment, pac, să vedem ce se întâmplă. Impresarul de atunci, Mircea Muscaliu, un om extraordinar, a reușit să întoarcă situația în favoarea mea și a lui. Le-a explicat calm că oricum o să fac asta.“

### Vicii
Cristi Minculescu recunoaște că a băut și a fumat peste măsură în anii de început ai carierei: „La Costinești, când venea TIR-ul cu votcă, mă întreba șeful de cârciumă: „Cristache, o iei tu sau o bag la vânzare?“. Îți dai seama, era începutul sezonului...“
Cât despre țigări: „Fumam Carpați, dar când aveam câine, înnebunea de la miros și a trebuit să le schimb. Pe astea le fumez de aproape 18 ani. Fumez de la 11 ani. M-a prins bunică-mea la Craiova cu „Mărășești“ fără filtru. Un pachet de țigări, una dupa alta. Știi cum eram? Ca ăla de la Lordi. Eu așa glumesc, dacă concurez cu ăla îl bat, pentru că eu nu trebuie să mă machiez! Am gâtul obosit când fumez foarte mult, când vorbesc foarte mult sau beau rece.“
Defectul pe care și-l recunoaște Minculescu este sinceritatea. Asemenea lui Eliade, trăiește într-o perpetuă evoluție spirituală, o nouă trăire necontrazicând alta mai veche, ci aducând un ceva al său, nou. Sinceritatea conciliază aparenta contradicție dintre trăirile noi și cele vechi, iar succesul său în tulburile vremuri ale aplaudacismului politic, respectiv, în prezent, ale celui financiar, s-a datorat sincerității cu care a transmis prin muzică, voce și coreografie ceea ce simte și crede, direct, fără canoane.

### Boala
Pe data de 11 februarie 2009 Cristian Minculescu a fost internat într-o clinică din Regensburg, Germania, artistul suferind de câțiva ani de boala polichistică hepatoacută. „Boala, care cauzează multe chisturi pe ficat și rinichi, a fost moștenită de la tatăl său și a evoluat în ultima perioadă. Chisturile s-au mărit și au început să afecteze funcțiile hepatice”, a precizat dr. Dorel Săndesc, medicul timișorean care l-a consultat periodic pe Minculescu, citat de NewsIn. Medicul a infirmat zvonurile conform cărora Cristi ar suferi de ciroză. În urma analizelor din Germania a rezultat că Minculescu are nevoie urgentă de transplant de ficat. Soția artistului, Rodica Minculescu, și-a dat acordul să-i doneze o parte din ficat în vederea transplantului. După investigații amănunțite, medicii au constatat că soția artistului, în vârstă de 53 de ani, este un donator compatibil.
Ministerul Sănătății din România a decis să suporte costul operației. „Ministerul Sănătății plătește doar costul intervenției chirurgicale, adică 47.000 de euro, restul suportă familia. Este un gest de respect și de recunoștință pentru un artist care ne-a încântat sufletele”, a declarat pe data de 1 martie 2009 ministrul Sănătății, Ion Bazac, referindu-se la transplantul de ficat.
Operația principală s-a desfășurat pe 24 martie 2009 și a început la ora 8.30, iar în sala de operații a fost adusă mai întâi soția aristului, Rodica Minculescu. Medicii i-au prelevat soției o porțiune de aproximativ 65 la sută din lobul drept al ficatului, operație ce a durat aproximativ patru – cinci ore. În ultima parte a intervenției chirurgicale a fost adus și Minculescu pentru a i se extrage partea afectată a ficatului și a i se implanta ficatul donat.
„Transplantul a reușit! Organul a fost acceptat”, a declarat în cursul aceleiași zile Cosmin Nicoară, impresarul trupei Iris, după operație. „Cele două intervenții chirurgicale suportate de Cristi și Rodica Minculescu au fost făcute paralel. Transplantul hepatic efectuat marți lui Cristi Minculescu s-a încheiat după zece ore.”
Cristi Minculescu a fost supus ulterior altor două intervenții chirurgicale, una pe 27 martie și cealaltă pe 12 aprilie. Solistul a trecut cu succes și de aceste operații. „Starea lui este bună. I-au scos sâmbătă seara tampoanele care îi susțineau organele interne și acum este pe cont propriu, s-au terminat intervențiile. Medicii sunt mulțumiți”, a declarat impresarul Cosmin Nicoară, adăugând că „soția cântărețului, Rodica, a fost și ea scoasă de la terapie intensivă și așteaptă să i se alăture și Cristi”.
Minculescu a fost externat la începutul lunii aprilie și s-a întors în România pe 16 aprilie 2009. Actualmente urmează un program de recuperare. Conform colegilor lui de trupă, el și soția sa se simt foarte bine. Pe data de 25 iulie Iris au susținut primul concert de după operația lui Cristi, la festivalul CokeLive Peninsula de la Târgu Mureș.

## Pasiuni

### Sport
Echipa de fotbal „Universitatea“ Craiova este una dintre marile sale pasiuni, „singurul lui defect”, după cum spune prietenul său, Cristian Mihăilescu, soțul Feliciei Filip. Cristi Minculescu este prieten cu Ilie Balaci, fosta glorie a clubului din Craiova. În copilărie și  adolescență Cristi Minculescu a practicat fotbalul și handbalul. A participat  pentru o perioadă la antrenamentele echipei de copii a clubului F.C. Argeș. În handbal, Cristi a făcut parte din echipa de handbal Școlii Generale nr. 1 și din cea a Școlii Sportive Pitești, cu care  a participat la competiții la categoria juniori III la campionate locale și naționale.

### Media
Este un mare consumator de mass-media, pentru că îi place să fie bine informat. Dimineața are pe masă toate ziarele importante.
Cu toate acestea, Cristi Minculescu nu este interesat de politică, ci preferă să citească și să cânte.
Minculescu navighează ore întregi pe canale TV precum „Discovery” ori „National Geographic” și este pasionat de istorie.

### Cărți și filme
Scriitorii lui preferați sunt Liviu Rebreanu, Adrian Păunescu și George Bacovia. Filmul preferat este Actorul și sălbaticii.

### Muzică
În materie de muzică lui Minculescu îi plac Led Zeppelin, Deep Purple, Black Sabbath, Queen, Free, Bachman-Turner Overdrive, Whitesnake, The Rolling Stones, Thin Lizzy, Uriah Heep și AC/DC. Între soliștii preferați se numără Robert Plant, David Coverdale, Freddie Mercury, Paul Rodgers și Ian Gillan. Iris a susținut concerte tribut pentru Led Zeppelin și Deep Purple și un turneu de cluburi „Tribute to AC/DC”. Pe albumele realizate de Iris de-a lungul istoriei sale există câteva preluări după piese celebre ale trupelor preferate ale lui Minculescu:
- Thin Lizzy – „Don't Believe a  Word” / „Să nu crezi nimic” (Lună plină, 1996)
- Thin Lizzy – „Jailbreak” (Casino, 1999)
- Led Zeppelin – „Whole Lotta Love” (Casino, 1999)
- Bad Company – „Feel Like Makin' Love” (Casino, 1999)
- The Who – „My Generation” (Iris 2000, 1999)
- Whitesnake – „We Wish You Well” / „De vei pleca” (De vei pleca..., 2000)
- Led Zeppelin – „You Shook Me” (De vei pleca..., 2000)
- Led Zeppelin – „D'yer Mak'er” (De vei pleca..., 2000)
- Deep Purple – „Soldier of Fortune” (Iris Athenaeum – Vol. I, 2000)
- Queen – „Love of My Life” (Iris Athenaeum – Vol. II, 2000)
- Uriah Heep – „Lady in Black” / „Doamna în negru” (Mătase albă, 2002, înregistrată în duet cu Bernie Shaw)
- Whitesnake – „Ain't No Love in the Heart of the City” / „Eu aș vrea” (I.R.I.S. 4Motion, 2003)

Coperta albumului Iris II (1987), extraordinar de îndrăzneață pentru acea vreme, îl înfățișează cântând la chitară pe Angus Young, unul din idolii lui Cristi Minculescu. Mai mult, unele influențe ale trupelor rock străine se simt și pe albumele de început ale celor de la Iris, spre exemplu pe piesele „Pe ape” (influențe AC/DC), „Tot zbor” și „Lumea vrea pace” (influențe Judas Priest). Piesa „Ultimul mic dejun al lui Bon” face referire la Bon Scott, solistul de la AC/DC.

### Relaxare
De ani buni, imediat după concertele împreună cu Iris din noaptea de Revelion, Cristi și soția sa Rodica pleacă pentru două-trei săptămâni în Brazilia. Rodica are acolo o prietenă care le închiriază o vilă în acea perioadă a anului. Spre finalul lui ianuarie, familia Minculescu se întoarce în România. În Brazilia, pe Cristi îl fascinează plaja Copacabana din Rio de Janeiro ( „joacă fotbal de nebuni toată ziua pe plaja aia cât vezi cu ochii” ) și stadionul „Maracana”, până înaintea modernizării cea mai mare arenă din lume.

## Distincții
Pe 6 octombrie 2007 membrii trupei Iris au fost decorați de Traian Băsescu, președintele României, cu Ordinul "Meritul Cultural" în Grad de Cavaler "pentru contribuția adusă timp de 30 de ani la promovarea muzicii rock". A fost pentru prima dată când în România șeful statului a acordat o astfel de decorație unei formații de muzică rock.